# Scolopendra hardwickei
Scolopendra hardwickei of Indiase tijgerduizendpoot is een tijgerduizendpoot uit India.

## Kenmerken
De soort heeft een opvallend oranje en zwart pantser en kan een lengte van 16 cm bereiken. Ze dient gifbeten toe om haar prooi te verlammen. De mannelijke dieren hebben grotere gifklieren waarin ze een gespecialiseerd gif maken waarmee ze de vrouwelijke dieren bijten tijdens de paring.